# Saint-Jean-le-Blanc (Loiret)
Saint-Jean-le-Blanc település Franciaországban, Loiret megyében. Lakosainak száma 9534 fő (2022. január 1.). Saint-Jean-le-Blanc Orléans, Saint-Cyr-en-Val, Saint-Denis-en-Val és Saint-Jean-de-Braye községekkel határos.

## Népesség
A település népessége az elmúlt években az alábbi módon változott:
| Lakosok száma | 4731 | 6549 | 6806 | 8229 | 8104 | 8459 | 8702 | 9070 | 9225 | 9534 |
|               | 1968 | 1982 | 1990 | 2006 | 2013 | 2015 | 2017 | 2019 | 2020 | 2022 |